# Uluzzien

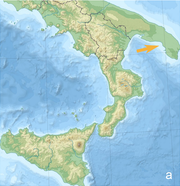
Uluzzobukten i förhållande till Tarantobukten.

Den Uluzziska kulturen är en arkeologisk övergångskultur som existerade mellan Mellanpaleolitikum och Senpaleolitikum, i Italien och möjligen Grekland. Uluzziska kulturen är namnet på en arkeologisk kultur som spred sig runt Adriatiska havet mellan 43 000 och 37 000 f.Kr. Fram till 2011 ansågs den vara en kultur skapad av neandertalare och därmed tillhörande mellanpaleolitikum. Under antagandet att de tidigare invånarna under denna tid trängdes undan av de senare, fanns det en tendens hos neandertalarna till att kulturellt närma sig anatomiskt moderna människor och därmed den övre paleolitiska kulturen, även om Bednarik (2009) redan påpekat att en mer graciös kroppsform också kan ha uppstått på grund av kulturella skäl. En del forskare menar att kulturen åter ska klassificeras som mellanpaleolitikum (Zilhão et al. 2015).

## Upptäckt
Namnet på kulturen går tillbaka till Baia di Uluzzo, en liten vik i södra Apulien, där motsvarande fynd gjordes i början av 1960-talet i Grotta del Cavallo.

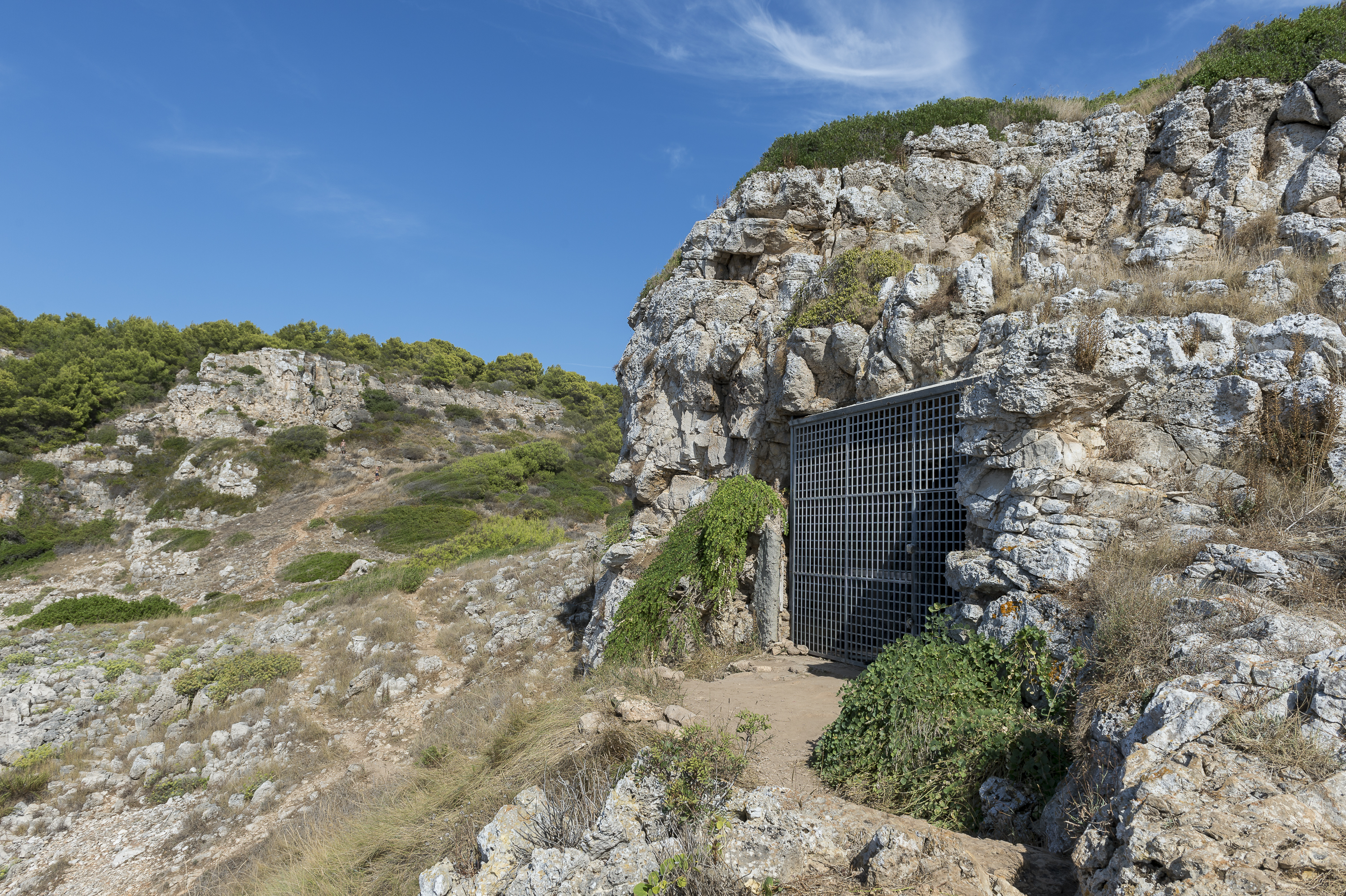
Ingång till Grotta del Cavallo (foto: Thilo Parg, 2019).

Arturo Palma di Cesnola utförde utgrävningar av Grotta del Cavallo ("hästens grotta") i södra Italien år 1963 och upptäckte de första lämningarna av vad som kom att kallas "Uluzzien".  Grottan ligger på halvön Salento i Apulien, med utsikt över Tarantobukten.

## Datering

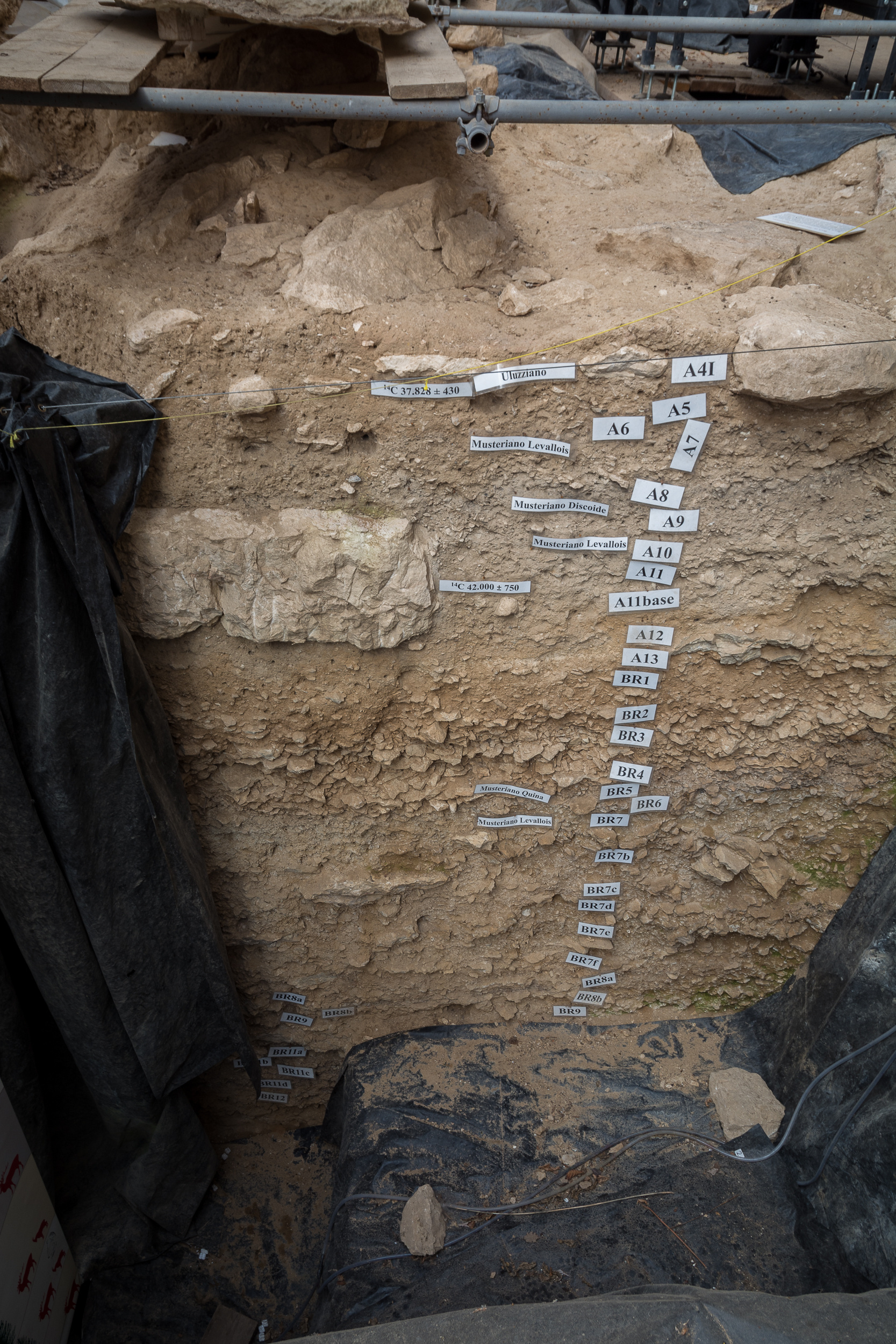
Stratigrafi av avlagringar på golvet i Fumanegrottan (foto: Thilo Parg, 2014).

Den arkeologiska forskaren Katerina Douka har tillsammans med sitt team daterat Uluzzien-kulturen till mellan strax före 45 000 till cirka 39 500 år före nutid (BP) 

## Utbredning
Inom Italien har Uluzzien-kulturen påträffats i regionerna Apulien (Grotta del Cavallo och Uluzzo-grottan), Basilicata, Kampanien, Kalabrien, Toscana och Fumane (den nordligaste punkten).  Utanför Italiens gränser har Uluzzien endast påträffats i grottan i Klissoura, belägen i Argolis, Grekland.  Totalt är mer än tjugo platser med Uluzzienkultur kända i Italien, och en annan möjlig plats är grottan Klissoura på Peloponnesos. Fram till 2007 fanns uluzzien endast dokumenterad på södra delen av halvön, men senare hittades även spår av uluzzien i Grotta della Fabbrica i det toskanska Maremma. Förutom den tidigare nämnda Grotta del Cavallo är de viktigaste platserna i Apulien Grotta Bernardini och Grotta Riparo di Uluzzo; I Kampanien är det grottorna Cala och Castelcivita – den senare är mellan 32 500 och 33 500 år gammal. Likheten med fynd i Klisoura-grottan på Peloponnesos är nu omtvistad. I Grotta di Fumane, som ligger 18 km nordväst om Verona, hittades målningar som tillhörde den uluzziska perioden. Under utgrävningarna mellan 1989 och 2011 hittades också totalt fyra tänder i Fumane, varav tre ansågs komma från mousterienlagret (Fumane 1, 4, 5) och en Uluzzien (Fumane 6). Fumane 6 kunde inte på ett tillförlitligt sätt tilldelas varken neandertalare eller anatomiskt moderna människor.

## Kultur
Ulucia har ofta kallats för en "övergångsindustri". Följaktligen låg den mellan moustérien perioden, då neandertalarna fortfarande existerade, och aurignacian, då den anatomiskt moderna människan framträdde i Europa. Kulturen genomgår förändringar i stenbearbetningen med nya metoder, och det fanns också förändringar i hanteringen av de jagade djuren.
Den kronologiska utvecklingen för den uluzziska teknologin, som representeras i Grotta Fumane, visar en betydande dynamik i bosättningen, såväl som i sten- och benbearbetning, eftersom dess äldsta artefakter är närmare Moustérian och den yngre delen till Aurignacian. I de tidiga stadierna baserades avslagen på Levalloisteknik, som alltmer ersattes av teknologier med kärnor och avslag som spån men även så kallade ryggade spån. 
Uluzzierna gjorde och använde pärlor från skal av marina blötdjur som scaphopoder, sniglar (Columbella rustica, Cyclope neritea) och andra arter. 

## Mänskliga kvarlevor
År 1964 upptäckte Arturo Palma di Cesnola två tänder i det ulucianska lagret av Grotta del Cavallo. De har länge ansetts tillhöra neandertalare, men 2011 kunde Stefano Benazzi från universitetet i Wien bevisa att de är tänder från en anatomiskt modern människa.
De enda mänskliga kvarlevorna var två mjölktänder (Cavallo B och Cavallo C). Först trodde man att tänderna härstammade från neandertalare, men de identifierades senare som homo sapiens år 2011. Dessa tänder, daterade till 43 000–45 000 BP, är de äldsta för närvarande kända kvarlevorna av moderna människor i Europa. 